# NGC 7305
NGC 7305 is een elliptisch sterrenstelsel in het sterrenbeeld Pegasus. Het hemelobject werd op 1 september 1886 ontdekt door de Amerikaanse astronoom Lewis A. Swift.

## Synoniemen
- MCG 2-57-3
- ZWG 429.7
- NPM1G +11.0539
- PGC 69091